# FMAK
FMAK (Föreningen för Modern Alternativ Kultur) var en närradiostation, grundad  1979.

## Historia
Radio FMAK var en av pionjärstationerna inom den fria radions utveckling under 1980-talet. I början kunde man lyssna till Stuart Ward som ofta intervjuade artister, Martin Loogna, Kristian Luuk, Andreas Hagen (DJ: Andy Pandy),  Mats Dahlman, Janne Eriksson, Janne Forsman, samt några andra profiler. År 1984 byttes ledningen ut. Michael Rosén(fd Gustafsson) (Dj: Mike Bike) och Friedrich Grasser (Dj: Freaky Fritz), drev stationen vidare. Andra radiopratare som bör nämnas i sammanhanget är Dj: Kent Granqvist, Robert Brink, Dj: Peter Hartzell och Dj: Stefan Wennerberg.
Musiken som spelades var soul, funk, disco, och pop. Frekvenserna var "Stockholmssändaren" 88,0 MHz samt "Järvasändaren" 91,1 MHz. Den första studion hyrdes av Radio Liberal och var belägen på Varvsgatan vid Hornstull.
År 1986 drevs stationen i Stockholm vidare av Michael Wallon (Norinder), eller som han kallades "Norpan" och Catarina Gradin. I början hyrde man in sig i MRS 91.1 studios i Blackeberg, för att sedan flytta stationen till den nya egna studion i Stadshagen, på Warfinges väg 21.
År 1987 startades FMAK i Upplands Bro och Bålsta. År 1990 omvandlades FMAK till Fjällradion, med säte i Åre. Fjällradion försvann i sin tur och i stället uppstod den nya stationen Cityradion.

## FMAK i Uppsala

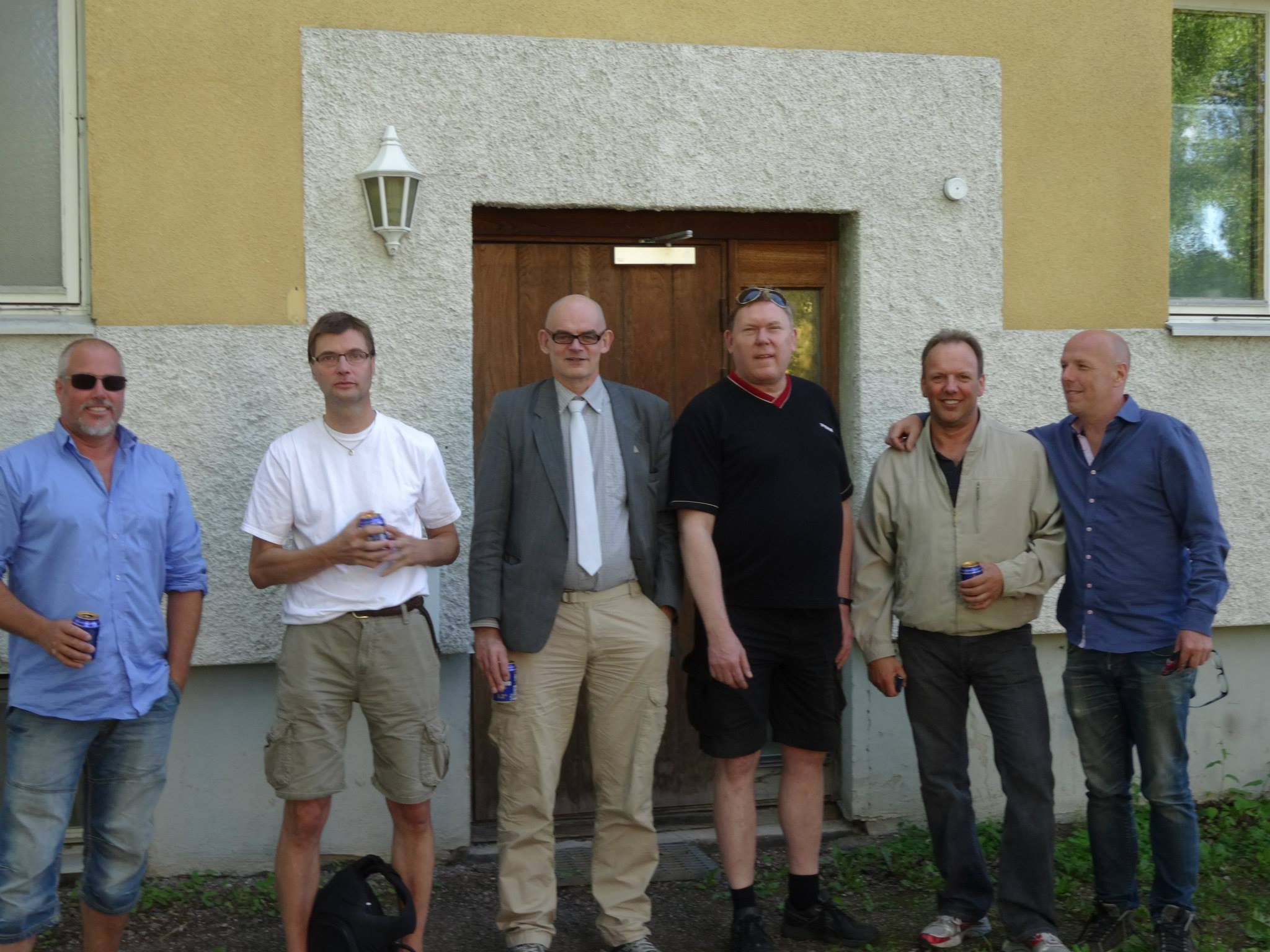
Discjockeys från FMAK:s Uppsalaavdelning, fotograferade vid en reunion i juni 2013. Bilden är tagen utanför dåvarande Studio 55. Från vänster: Clas "Junior" Eriksson, Claes "Dr. Freud" Frödén, Christofer "Billy Beaver" Psilander, Göran "Eken" Eek, Michael "Mike" Billgert, Adam Srigley.

År 1985 startades en lokalförening i Uppsala, som sände från dåvarande Studio 55:s lokaler i Fålhagen, på 98,9 MHz. Föreningen var synnerligen livaktig, och från att från början endast haft några få sändningstimmar i veckan var man mot slutet uppe i cirka 30. Uppsalastationen hade flera populära dj:s, bland andra Adam Srigley, Göran "Eken" Eek, Tony "Hacket" Thörn, Christofer "Billy Beaver" Psilander, Clas "Junior" Eriksson samt delar av gänget från Varvsgatan. "Uppsalaversionen" av FMAK populariserade den tidigare nästan helt okända närradion på orten. Lyssnandet på Uppsala närradio steg från 1,5% till cirka 6% då stationen var som mest populär. På grund av ekonomiska oegentligheter tvingades dock stationen att lägga ner redan efter ett par år.